# Geleira Gildea
 Coordenadas : orientação de longitude inválida, deve ser "E" ou "W"

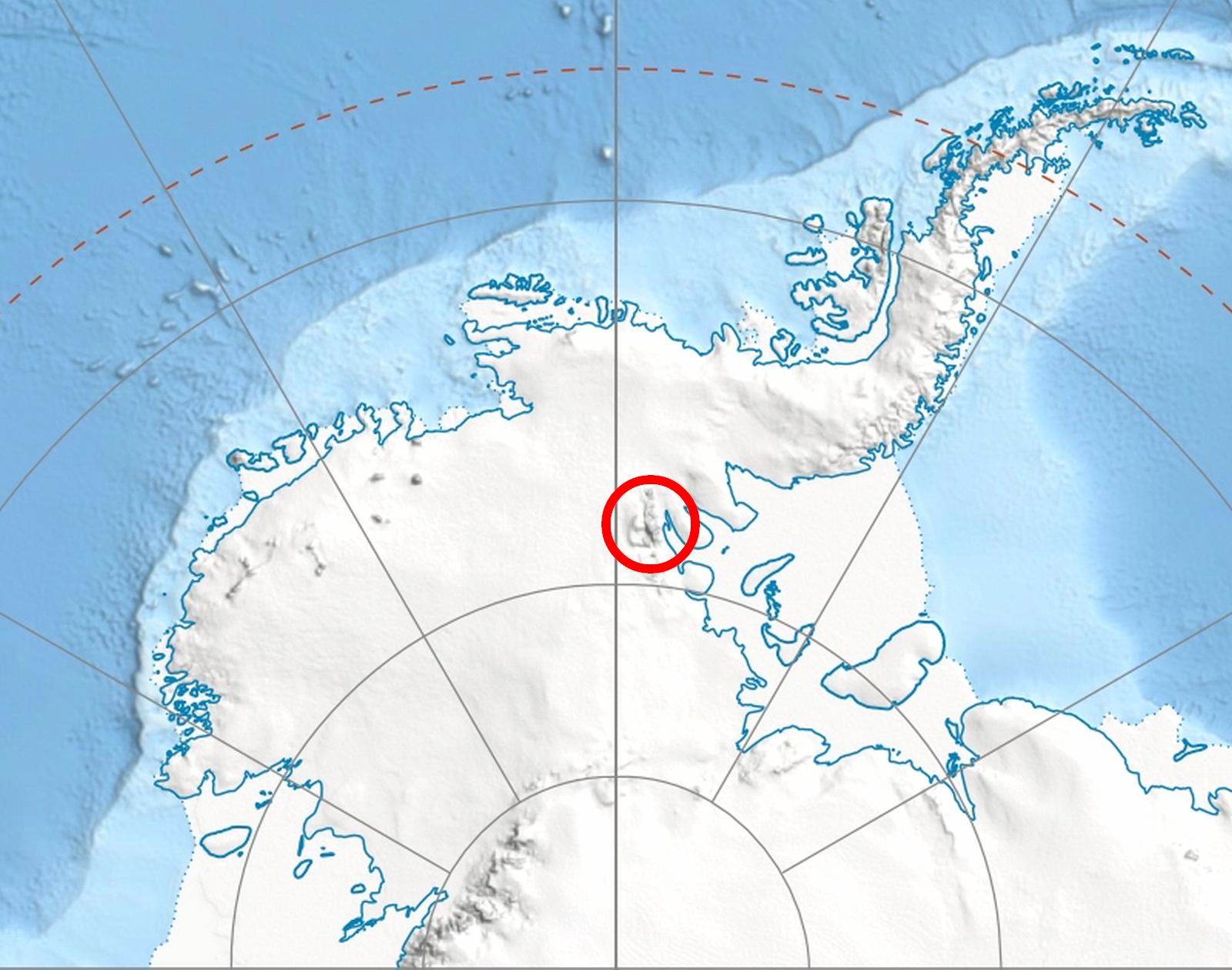
Localização na Antártica Ocidental

A geleira Gildea é uma geleira/glaciar na Antártida. Tem 10 km de comprimento e de 5 km de largura fluindo na direção sudoeste do maciço Craddock, entre o monte Slaughter e o monte Atkinson, para dentro da geleira Nimitz, cordilheira Sentinela, montanhas Ellsworth. A porção superior da geleira também recebe gelo do desfiladeiro Hammer e do maciço Vinson ao sul.
Assim chamada pelo US-ACAN (Comitê Consultivo para Nomes Antárticos), recebeu o nome de Damien Gildea, um líder australiano de várias expedições da Fundação Ômega à cordilheira Sentinela e à ilha Livingston em 2000-2007. Fez uma escalada ao monte Craddock via esta geleira em 2005 e dirigiu a preparação de um mapa de escala 1:50.000 da área do maciço Vinson para publicação pela Fundação Ômega em 2006.